# Bangolo (département)
Le département de Bangolo est un département de Côte d'Ivoire. 